# بريغيد بروفي
بريغيد أنتونيا بروفي، السيدة ليفي (بالإنجليزية: Brigid Brophy)‏ (12 يونيو 1929-7 أغسطس 1995) هي روائية وناقدة بريطانية ومناضلة للإصلاحات الاجتماعية، بما في ذلك حقوق المؤلفين وحقوق الحيوانات. من بين رواياتها كانت «قرد هاكينفيلر» المنشورة عام 1953 ومن بين دراساتها «موزارت الكاتب المسرحي» نُشرت عام 1964 ونُقحت عام 1990 و«روائي متبختر: دفاعًا عن الخيال... في مديح رونالد فيربانك» المنشورة عام 1970. يصفها س. جي. نيومان في «معجم السيرة الأدبية: روائيون بريطانيون منذ 1960» قائلًا: «إنها إحدى أكثر شخصيات الستينيات غرابةً وألمعية ودوامًا».
كانت بروفي ناشطة نسوية وداعية سلام، وعبرت عن آراء مثيرة للجدل عن الزواج وحرب فيتنام والتعليم الديني في المدارس والجنس والبورنوغرافيا. كانت مناضلة لحقوق الحيوان والنباتية. يعتبر عالم النفس ريتشارد د. رايد مقالة بروفي في صحيفة صنداي تايمز المنشورة عام 1965 أنها أول من حرض لتأسيس حركة حقوق الحيوان في إنجلترا.
تزوجت بروفي من مؤرخ الفن مايكل ليفي عام 1954. شُخصت بالتصلب المتعدد عام 1983.

## سيرة شخصية
وُلدت بريغيد أنتونيا بروفي في 12 يونيو 1929، في إيلينغ غرب لندن. كانت الطفلة الوحيدة للروائي جون بروفي وشاريس بروفي (كنيتها قبل الزواج غراندي)، التي كانت معلمة. عندما كانت طفلة بدأت بكتابة المسرحيات. لكونها من أصول أيرلندية، وترعرعت في إنجلترا، شعرت بروفي بالتشتت في التعبير عن هويتها في مقالها هل أنا أيرلندية؟ «أشعر أني غريبة هناك (في أيرلندا)، ولكني أشعر أني غريبة في إنجلترا أيضًا. ترعرعت على ذلك». كان والدها الهادئ، الذي شعرت أنه الأقرب إليها، كاثوليكيًا بالاسم انقلب إلى الإلحاد، بينما كانت والدتها القاسية والصارمة عضوًا في طائفة «الرؤيويون» تُدعى الكنيسة الرسولية الكاثوليكية، والتي توقعت أن تحدث نهاية الزمن المبينة في سفر الرؤيا في المستقبل القريب. في معارضة لأمها، كتبت بروفي أنها ووالدها ملحدين طبيعيين ومنطقيين وسعداء. كانت طفلة محبة للكتب وذكية، إذ قرأت أعمال ويليام شكسبير وجون ميلتون وجورج برنارد شو وإيفلين وو ورونالد فيربانك.
خلال الحرب العالمية الثانية، نُقلت 12 مرة من مدرسة إلى أخرى إذ سعى والديها دائمًا إلى وضعها في مدرسة بعيدة عن المكان الذي قد تنزل فيه القنابل والصواريخ الألمانية، ما صعب عليها بناء صداقات دائمة. كانت أطول فترة حضور لها أثناء الحرب في مدرسة آبي، ريدينج، بين مايو 1941 ويوليو 1943. ثم التحقت بمدرسة سانت بول للبنات في لندن. في عام 1947، حصلت على منحة دراسية في جامعة أكسفورد (كلية سانت هيو)، لكنها تركتها في عام 1948 دون الحصول على درجة جامعية. في أكسفورد، تخصصت بروفي في تعلم اللاتينية واليونانية، إذ أظهرت ميلًا استثنائيًا لتصبح مختصة بالكلاسيكيات، لكنها طُردت من أكسفورد بعدما أنهت أربعة فصول دراسية فقط بسبب الطيش في الحرم الجامعي. كتمت بروفي السر حول الطبيعة الدقيقة لهذا الطيش الذي أدى إلى طردها. يبدو أن الطيش الأساسي الذي تسبب في طردها هو أنها ظهرت في جوقة كنيسة إنجلترا في الحرم الجامعي في حالة سكر ودافعت بصوت عال عن فضائل المثلية الأنثوية لكل من كان يستمع. في مقابلة عام 1975، رفضت بروفي مناقشة ما أدى إلى طردها، قائلةً: «لن أصف ذلك أبدًا، لأنني لن أخاطر بتخفيف الكرب الذي عانيته». بعد طردها من أكسفورد، عاشت بروفي في لندن، وعملت بدوام جزئي كسكرتيرة بينما كانت تعمل بدوام كامل ككاتبة للقصص القصيرة التي قدمتها إلى مجلات أدبية مختلفة.

## روابط خارجية
- بريغيد بروفي على موقع IMDb (الإنجليزية)
- بريغيد بروفي على موقع الموسوعة البريطانية (الإنجليزية)
- بريغيد بروفي على موقع إن إن دي بي (الإنجليزية)